# Rin Takanashi
Rin Takanashi (高梨 臨 Takanashi Rin?,  Funabashi, Chiba, 17 de diciembre de 1988) es una actriz japonesa, afiliada a Stardust Promotion.

## Carrera
En 2007, Takanashi protagonizó la adaptación cinematográfica de la novela Goth en el papel de Yoru Morino, una de los personajes principales. En 2009, apareció como Mako Shiraishi/Shinken Pink en la serie Samurai Sentai Shinkenger. También protagonizó Kamen Rider W Returns en julio de 2011. Takanashi forma parte del grupo gravure idol, Pink Jam Princess, junto con otras cuatro artistas.
En 2012, Takanashi coprotagonizó con Ryō Kase en la película Like Someone in Love del director Abbas Kiarostami.

## Filmografía

### Películas
- Goth (2008)
- Samurai Sentai Shinkenjā Ginmakuban Tenkawakeme no Tatakai (2009)
- Samurai Sentai Shinkenjā tai Gōonjā Ginmakuban (2010)
- Kaettekita Samurai Sentai Shinkenjā: Tokubetsu Maku (2010)(V-Cinema)
- Tensō Sentai Goseijā tai Shinkenjā Epikku on Ginmaku (2011)
- Kamen Rider W Returns (2011)
- Like Someone in Love (2012)
- Ikiteiru mono wa inai no ka (2012)
- Love for Beginners (2012)
- Eve's Lover (2013)
- Subete wa Kimi ni Aeta kara (2013)
- Killers (2014)
- My Hawaiian Discovery (2014)
- Tanemaku Tabibito: Yume no Tsugigi (2016)

### Televisión
- Tantei Gakuen Q (2007)
- Rookies (2008)
- Tetsudō Musume: Girls Be Ambitious! (2008)
- Kamen Rider Decade (2009) ep.24-25
- Samurai Sentai Shinkenger (2009-2010)
- Neo Ultra Q (2013)
- The Legend of Aterui (2013)
- Hokago Groove (2013)
- Hanako to Anne (2014)
- Tokyo Guard Center (2014)
- Higanbana: Onnatachi no Hanzai File (2014)
- Flashback (2014)
- Masshiro (2015)
- Dr. Rintarō (2015)
- Red Cross: Onna Tachi no Akagami (2015)
- Honto ni Atta Kowai Hanashi Natsu no Tokubetsu-hen 2015 (2015)
- 5-ji Kara 9-ji Made: Watashi ni Koi Shita Obōsan (2015)
- Higanbana (2016)
- Fukigen na Kajitsu (2016)
- "Aino Kekkon Soudanjo" (2017)
- "Koi ga Heta demo Ikitemasu" (2017)
- Segodon (2018), Fuki